# Cypripedium andrewsii
Cypripedium andrewsii là một loài thực vật có hoa trong họ Lan. Loài này được Fuller mô tả khoa học đầu tiên năm 1932.